# Ignacio Bolívar y Urrutia
Ignacio Bolívar y Urrutia (Madrid, 9 november 1850 – Mexico-Stad, 19 november 1944) was een Spaanse natuurkundige en entomoloog. Bolívar wordt beschouwd als een van de grondleggers van de Spaanse entomologie.
Na de Spaanse Burgeroorlog in 1939 werd Bolívar verbannen naar Mexico. Hij werd daar tot Doctor honoris benoemd aan de Nationale Autonome Universiteit van Mexico. Hij ontdekte daar meer dan duizend nieuwe soorten en beschreef meer dan 300 nieuwe geslachten. Zijn belangrijkste werken zijn Ortópteros de España nuevos o poco conocidos uit 1873 en Catálogo sinóptico de los ortópteros de la fauna ibérica uit 1900.
- Biblioteca Nacional de España: XX860869
- Bibliothèque nationale de France: cb12412333m (data)
- Catàleg d'autoritats de noms i títols de Catalunya: 981058511718006706
- Gemeinsame Normdatei: 119096900
- International Standard Name Identifier: 0000 0000 7971 3193
- Library of Congress Control Number: n2002012727
- Nederlandse Thesaurus van Auteursnamen: 129279994
- Réseau des bibliothèques de Suisse occidentale: 02-A016510984
- Système universitaire de documentation: 117464910
- Virtual International Authority File: 18024155
- WorldCat: E39PBJg8FHpyVDYVGcdBHffpfq